# William H. Murray

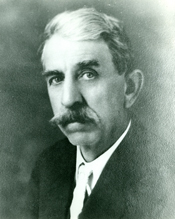
William H. Murray in den 1910er Jahren

William Henry Davis „Alfalfa Bill“ Murray (* 21. November 1869 in Collinsville, Grayson County, Texas; † 15. Juli 1956 in Tishomingo, Johnston County, Oklahoma) war ein US-amerikanischer Politiker und von 1931 bis 1935 der neunte Gouverneur des Bundesstaates Oklahoma.

## Frühe Jahre und politischer Aufstieg
Murray besuchte das College Hill Institute in Springtown, Texas. Danach wurde er selbst Lehrer und Zeitungsherausgeber. Nach einem privaten Jurastudium wurde er im Jahr 1895 als Rechtsanwalt zugelassen. In Fort Worth, Texas begann er, in seinem Beruf zu praktizieren. 1898 zog er nach Tishomingo im damaligen Indianergebiet. Dort war er persönlicher Rechtsanwalt des zuständigen Territorialgouverneurs. Außerdem war er als Rancher tätig.
Im Jahr 1905 war er Delegierter bei der sogenannten Sequoyah Convention, die erfolglos die Gründung eines eigenen Indianerstaates anstrebte; 1906 war er Delegierter auf der verfassungsgebenden Versammlung von Oklahoma zum Bundesstaat der Vereinigten Staaten. Zwischen 1907 und 1908 gehörte Murray dem Repräsentantenhaus von Oklahoma an. Dabei war er sogar der erste Präsident dieser Kammer. Zwischen 1914 und 1918 vertrat er seinen Staat im US-Repräsentantenhaus in Washington, D.C. In den Jahren 1910 und 1918 bewarb er sich erfolglos um die Nominierung der Demokratischen Partei für das Amt des Gouverneurs von Oklahoma. In den Jahren 1908, 1912, 1916 und 1932 war er Delegierter zur Democratic National Convention. In den 1920er Jahren zog er nach Bolivien, wo er als Viehzüchter tätig war. Im Jahr 1929 kehrte er nach Oklahoma zurück und im Jahr 1930 wurde er zum Gouverneur seines Staates gewählt, wobei er sich mit 59:41 Prozent der Stimmen gegen den Republikaner Ira A. Hill durchsetzte.

## Gouverneur von Oklahoma
Murray trat sein neues Amt am 12. Januar 1931 an. Während seiner Amtszeit erreichte die Weltwirtschaftskrise ihren Höhepunkt. Die Arbeitslosigkeit stieg an, Banken brachen zusammen und die Armut der Bevölkerung nahm zu. Der Gouverneur legte ein Hilfsprogramm auf und gründete eine Steuerkommission zur Überwachung der Staatsausgaben. Zur Erhaltung der inneren Ruhe verhängte er mit Hilfe der Nationalgarde zeitweise den Ausnahmezustand über das Land. Im Jahr 1932 war er als demokratischer Präsidentschaftskandidat im Gespräch. Die Partei nominierte aber den New Yorker Gouverneur Franklin D. Roosevelt. Dessen New-Deal-Politik lehnte Murray ab. Trotzdem profitierte auch Oklahoma von dem Programm der Bundesregierung und im weiteren Verlauf der 1930er Jahre erholte sich das Land allmählich von den Folgen der Krise.
Gouverneur Murray war ein starker Befürworter der Rassentrennung. Zur Erhaltung dieser Institution setzte er sogar die Nationalgarde ein. Ansonsten war er für gebührenfreie staatliche Brücken über den Red River nach Texas. Nach der Abschaffung des Prohibitionsgesetzes im Jahr 1933 auf Bundesebene blieb Oklahoma ein sogenannter „trockener Staat“, in dem das Alkoholverbot auch weiterhin galt. In Oklahoma ließ der Gouverneur zeitweise einige Ölquellen schließen, weil sich die Ölbarone nicht an seine Preispolitik hielten. Das führte zu einem Anstieg des Ölpreises.

## Weiterer Lebenslauf
Im Jahr 1938 scheiterte sein Versuch, zum Gouverneur wiedergewählt zu werden, bereits in den Vorwahlen seiner Partei. Auch seine Bemühungen, in den US-Kongress gewählt zu werden, blieben erfolglos. Politisch wurde er nach seiner Gouverneurszeit immer mehr zu einem Extremisten. Er wurde ein ausgesprochener Rassist, der in die Nähe des Faschismus rückte, den er zumindest zeitweise unterstützte. Mit seiner Frau Mary Alice Hearrell hatte er vier Kinder, darunter den Sohn Johnston Murray, der zwischen 1951 und 1955 ebenfalls Gouverneur von Oklahoma war.

## Ehrungen
Zu Ehren von William Murray wurden benannt:
- das Murray State College, in Tishomingo (Oklahoma)
- das Alfalfa County
- das Murray County (Oklahoma)
- der Lake Murray State Park, bei Ardmore (Oklahoma)